# Tatjana Schocher
Tatjana Schocher est une ancienne cycliste suisse, née le 19 mai 1979 spécialiste du BMX.

## Palmarès en BMX

### Championnats du monde
- 1996
  -  Médaillée d'argent en juniors
- 1999
  -  Médaillée de bronze du championnat du monde
- 2003
  -  Médaillée de bronze du championnat du monde

### Championnats d'Europe
- 1999
  -  Médaillée de bronze du championnat d'Europe

### Championnats de Suisse
- Championne de Suisse de BMX (1998, 1999, 2001, 2002, 2003 et 2004)

### Autres
- 1998
  - The Swatch-UCI BMX World Cup - Étape de Doetinchem (Pays-Bas) : 2e
  - The Swatch-UCI BMX World Cup - Étape de  Winterthour (Suisse) : 3e
- 1999
  - The Swatch-UCI BMX World Cup - Étape de Vallet (France) : 3e